# لاثنائي

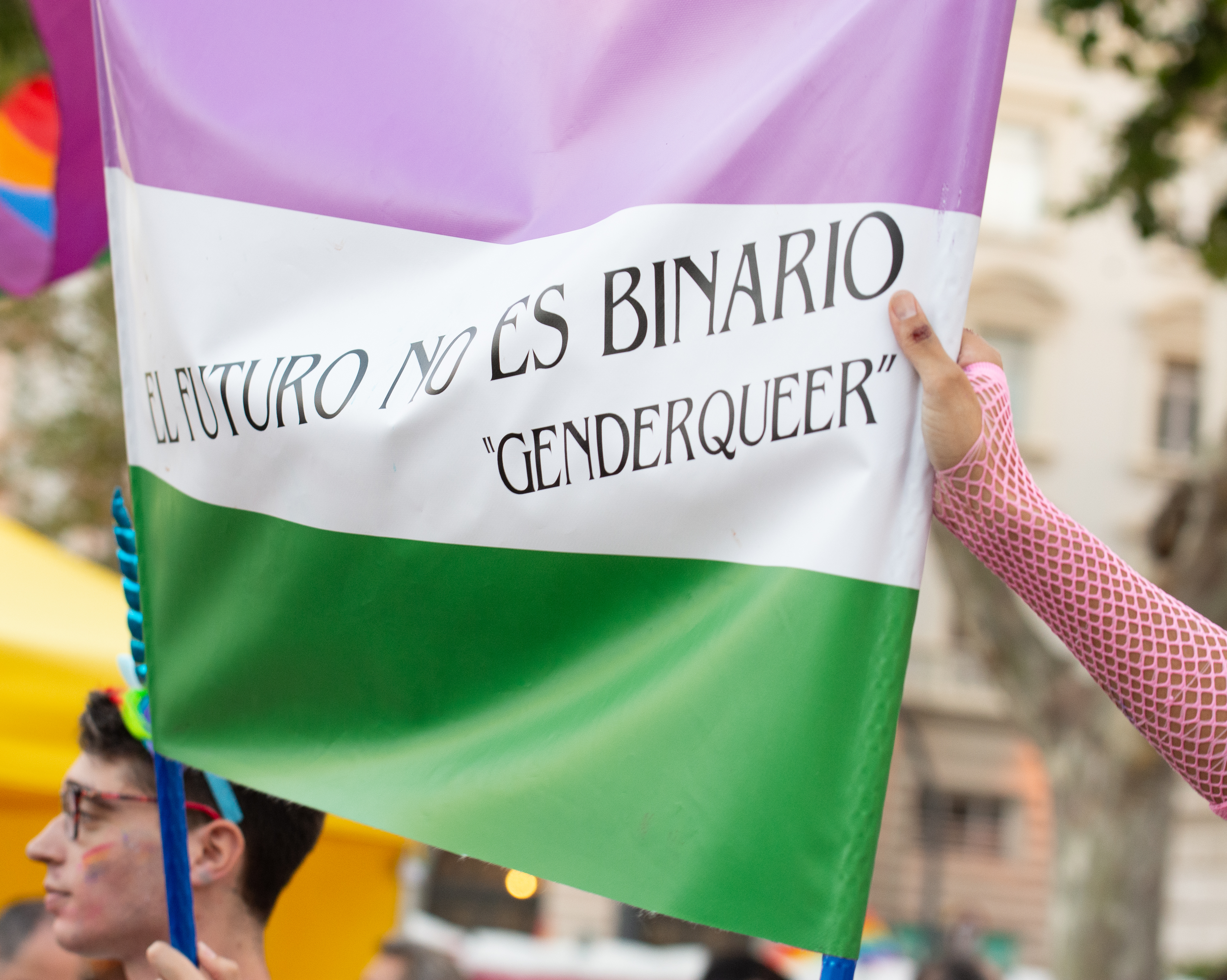
علم فخر كويري الهوية الجندرية في فالنسيا مكتوب عليه باللغة الإسبانية «المستقبل ليس ثنائيًا»

اللاثنائي (بالإنجليزية: non-binary)‏ أو كويري الهوية الجندرية (بالإنجليزية: genderqueer)‏ هو مصطلح شامل للهويات الجندرية التي لا تقتصر على الذكور أو الإناث، وللهويات الجندرية خارج الثنائية الجندرية. يندرج الجندر غير الثنائي تحت مظلة العابرون جندريا، نظرًا لأن الأشخاص اللاثنائيي الجندر عادةً لا يُعَرِفُون أنفسهم على أن لهم جندرا مختلفا عن الجنس المحدد لهم، على الرغم من أن بعض الأشخاص اللاثنائيي الجندر لا يعتبرون أنفسهم متحولين جنسياً.
قد يُعَرِفُ الأشخاص اللاثنائيي الجندر أنفسهم على أنهم جندر ثالث متوسط أو جندر ثالث منفصل، أوقد يُعَرِفُون أنفسهم بأن لديهم أكثر من جندر واحد، أو بأنه ليس لديهم جندر (لاجندريون)، أو بأن لديهم هوية جندرية سلسة (سلس الهوية الجندرية) (بالإنجليزية: Genderfluid)‏. تعتبر الهوية الجندرية منفصلة عن التوجه الجنسي أو التوجه الرومانسي، ولدى الأشخاص اللاثنائيي الجندر مجموعة متنوعة من التوجهات الجنسية، تمامًا كما لدى الأشخاص متوافقي الجندر. كون الشخص اللاثنائي الجندر لا يعني أيضًا أن يكون ثنائي الجنس؛ يُعَرِفُ معظم الأشخاص ثنائيي الجنس أنفسهم على أنهم ذكر أو أنثى.
يختلف الأشخاص اللاثنائيي الجندر كمجموعة في تعبيراتهم الجندرية، وقد يرفض البعض «الهويات» الجندرية تمامًا. يتم علاج بعض الأشخاص اللاثنائيي الجندر طبيا من خلل اضطراب الهوية الجندرية بالجراحة أو الهرمونات، كما هو الحال مع الرجال والنساء المتحولين والمتحولات جنسيا في كثير من الأحيان.

## المصطلحات والتعريفات والهويات

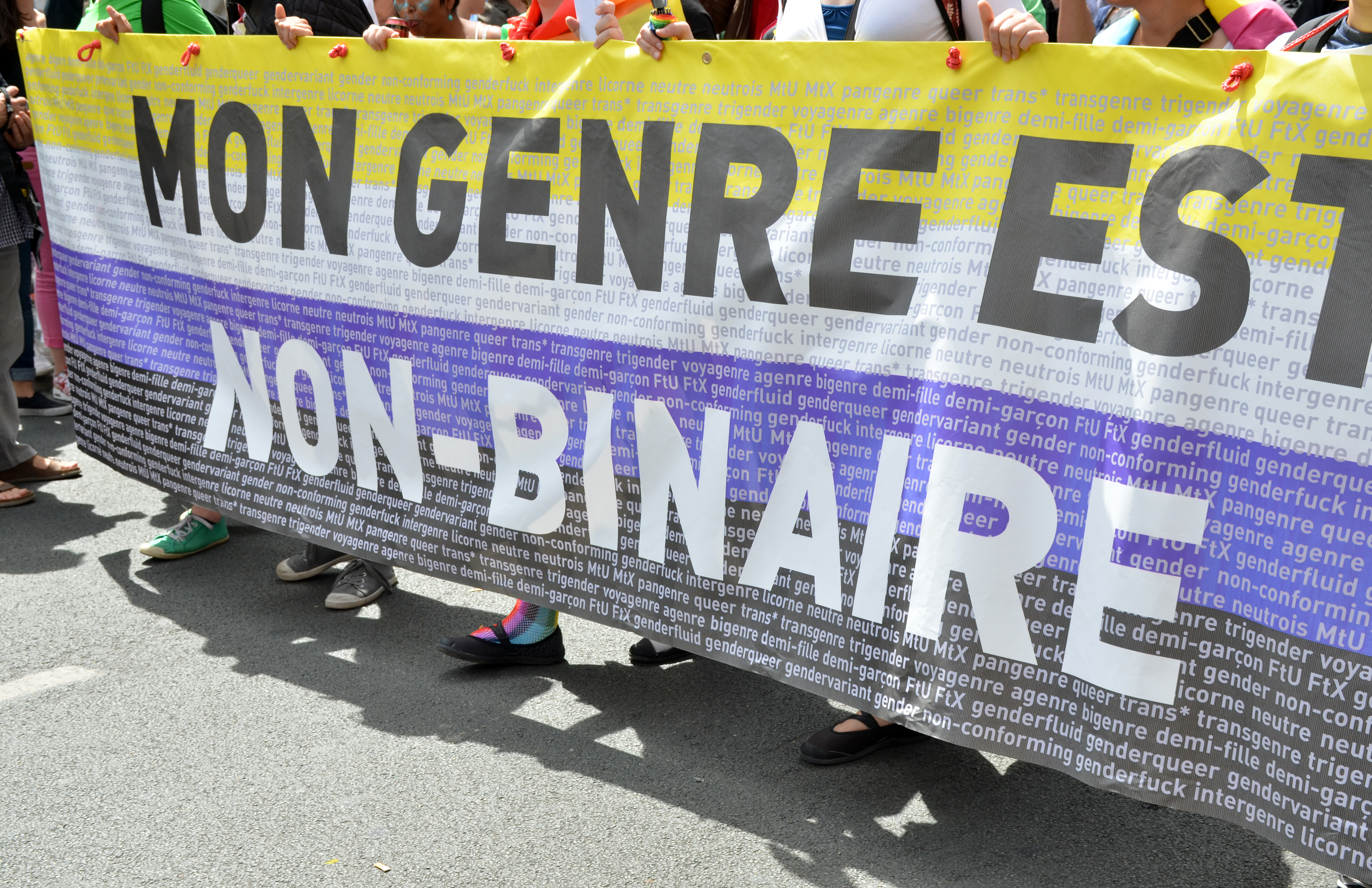
علم فخر الأشخاص اللاثنائيي الجندر في مسيرة فخر باريس وفيها «جندري ليس ثنائيا» "Mon genre est non-binaire"

نشأ مصطلح كويري الهوية الجندرية (بالإنجليزية: Genderqueer)‏ في المجلات الكويرية في الثمانينيات كمقدمة لمصطلح غير الثنائي (بالإنجليزية: non-binary)‏. واكتسب استخدامًا على نطاق واسع في التسعينيات بين النشطاء السياسيين، وخاصة ريكي آن ويلشينز. استخدم ويلشينز هذا المصطلح في مقال عام 1995 نُشر في العدد الأول من النشرة الإعلامية «في وجهك» (بالإنجليزية: In Your Face)‏ لوصف أي شخص غير متطابق مع جندره، وعرف نفسه على أنه كويري الهوية الجندرية في سيرته الذاتية لعام 1997. كان ويلشينز أيضًا أحد المساهمين الرئيسيين في كتاب المختارات الأدبية «كويري الهوية الجندرية: أصوات بعد الثنائية الجنسية» (بالإنجليزية: Genderqueer: Voices Beyond the Sexual Binary)‏ الذي نُشر في عام 2002. سمحت الإنترنت لمصطلح كويري الهوية الجندرية (بالإنجليزية: Genderqueer)‏ بالانتشار إلى أبعد من المجلات، وبحلول عام 2010 تم تقديم المصطلح شعبيا من خلال المشاهير الذين تم حددوا أنفسهم علنًا تحت مظلة كويري الهوية الجندرية.
غالبًا ما يُسْتَخدم مصطلح كويري الهوية الجندرية للتعريف الذاتي من قبل الأشخاص الذين يتحدون الثنائية الجندرية. بالإضافة إلى كونه مصطلحًا شاملاً للهويات الجندرية غير الثنائية، فقد تم استخدام كويري الهوية الجندرية كصفة للإشارة إلى أي شخص يُنظر إليه على أنه يتجاوز الفروق التقليدية بين الجنسين أو ينحرف عنها، بغض النظر عن هويته الجنسية. يمكن للأفراد التعبير عن نوع الجندر بشكل غير معياري من خلال عدم التوافق مع فئتي الجنس الثنائي «الرجل» و«المرأة».
تم أيضًا تطبيق مصطلح كويري الهوية الجندرية من قبل أولئك الذين يصفون ما يرون أنه غموضا جندريا. يُسْتَخدم مصطلح «زنمردة» (بالإنجليزية: Androgynous)‏ (أو «زنمردي» (بالإنجليزية: androgyne)‏) كمصطلح وصفي للأشخاص في هذه الفئة. هذا لأن مصطلح زنمردي يرتبط ارتباطًا وثيقًا بمزيج من السمات المذكرة والمؤنثة المحددة اجتماعيًا. ومع ذلك، لا يُعرف جميع الأشخاص كويري الهوية الجندرية على أنهم زنمرديون. يُعرّف بعض الأشخاص كويري الهوية الجندرية على أنهم امرأة ذكورية أو رجل أنثوي أو يجمعون بين الجنسين مع خيار جنس آخر. كون الشخص ذو معيار جندري اللاثنائي لا يعني أن يكون ثنائيي الجنس، ويُعَرف معظم الأشخاص ثنائيي الجنس أنهم إما ذكر أو أنثى. يستخدم البعض مصطلح «enby» (من الحروف «NB») كشكل قصير لكلمة «non-binary» الجندر غير الثنائي.
تستخدم العديد من المراجع مصطلح المتحولين جنسيا لتشمل كويري الهوية الجندرية/الأشخاص ذوي الجندر غير الثنائي. هذا الاستخدام للكلمة كمصطلح شامل لأنواع مختلفة من الاختلافات بين الجنسين يعود إلى عام 1992 على الأقل عند نشر كتاب «تحرير المتحولين جنسيًا: حركة حان وقتها» (بالإنجليزية: Transgender Liberation: A Movement Whose Time Has Come)‏ بقلم ليزلي فاينبرغ. كتبت الكاتبة غير الثنائية جندريا كيت بورنشتاين في عام 1994 أن «جميع فئات المتحولين جنسيًا تجد أرضية مشتركة من حيث أن كل منها يخالف واحدًا أو أكثر من قواعد النوع الاجتماعي: الشيء المشترك بيننا هو أننا خارجون عن القانون، كل واحد منا». تستخدم منظمة مجلس حقوق الإنسان ومنظمة «جندر سبكتروم» المصطلح «متوسع جندريا» (بالإنجليزية: gender-expansive)‏ للتعبير عن «نطاق أوسع وأكثر مرونة للهوية و/أو التعبير الجندري أكثر من المرتبط عادة بالجندر الثنائي».
يعتبر الشخص اللاجندري (بالإنجليزية: agender)‏، ويطلق عليه أيضًا بلا جندر، أو خالي من الجندر، أو غير جندري، أو غير مُجَنْدر (بالإنجليزية: genderless, gender-free, non-gendered, or ungendered)‏، من لا يمتلك جندرا ما أو من ليس لديه هوية جندرية. على الرغم من أن هذه الفئة تتضمن نطاقًا واسعًا من الهويات التي لا تتوافق مع المعايير التقليدية للجندر، يقول الباحث فين إنكه أن الأشخاص الذين يتوافقون مع أي من هذه المواقف قد لا يعرّفون أنفسهم بالضرورة على أنهم متحولون جنسيًا. ليس لدى الأشخاص اللاجندريين مجموعة محددة من الضمائر؛ يتم استخدام هم المفرد(بالإنجليزية: Singular They)‏ بشكل نموذجي، ولكن ذلك ليس المعيار. كانت كلمتا «نوترويس» (بالإنجليزية: Neutrois)‏ و«لاجندري» (بالإنجليزية: agender)‏ اثنين من 50 نوعًا جندريا مخصصًا متاحًا على فيسبوك تمت إضافتها في 13 فبراير 2014. تمت إتاحة وصف لاجندري كخيار جندر في تطبيق أوككيوبد منذ 17 نوفمبر 2014.
لدى الأشخاص ثنائيي الجندر (أيضًا ثنائيي الجندر أو مزدوجي الجندر) (بالإنجليزية: Bigender, bi-gender, dual gender)‏ هويتان ودوران جندريان. يُفهم تحديد هوية ثنائية الجندر على أن الشخص ذكر وأنثى أو ينتقل بين التعبير الجندري الذكوري والتعبير الجندري الأنثوي، مع وجود هويتين جندريتين متميزتين في وقت واحد أو سلسة بينهما. وهذا يختلف عن سلس الهوية الجندرية لأن أولئك الذين يعتبرون أنفسهم أنهم قد لا يتنقلون ذهابًا وإيابًا بين أي هويات جندرية ثابتة وقد يعتبرون أنهم نطاق كامل أو طيف من الهويات بمرور الوقت. تصف جمعية علم النفس الأمريكية هوية ثنائية الجندر كجزء من مظلة هويات المتحولين جنسياً. يُعَبِر بعض الأفراد ذوي هوية ثنائية الجنس عن شخصيتين مختلفتين، والتي قد تكون أنثوية، أو ذكورية، أو لاجندرية، أو زنمردية، أو أي هويات جندرية أخرى. يجد آخرون أنهم يُعَرِفون أنفسهم كنوعين جندريين في وقت واحد. لاحظ استطلاع عام 1999 أجرته إدارة الصحة العامة في سان فرانسيسكو أنه من بين مجتمع المتحولين جنسياً، حدد 3% من أولئك الذين تم تعيينهم ذكورًا عند الولادة و 8% من أولئك الذين تم تعيينهم أنثى عند الولادة أنفيهم على أنهم إما «غير متماثلين جندريا، متقاطع اللباس، أو دراغ كوين، أو شخص ثنائي الجندر». وجد استطلاع «هاريس» 2016 أجري نيابة عن منظمة تحالف المثليين والمثليات ضد التشهير أن 1% من جيل الألفية يعتبرون أنفسهم ثنائيي الجندر. ينتقل الأشخاص ثلاثيو الجندر (بالإنجليزية: trigender)‏ بين الذكور والإناث والجندر الثالث.
يُعَرف الأشخاص «أنصاف الجندر» (بالإنجليزية: Demigender)‏ إلى على أنهم ينتمون جزئيًا أو في الغالب مع جندر واحد وفي نفس الوقت مع جندر آخر. هناك عدة فئات فرعية لهذه الهوية. على سبيل المثال، يوجد «نصف ولد» (بالإنجليزية: demi-boy)‏ أو (بالإنجليزية: demi-man)‏ وهو الشخص الذي يُعَرِف نفسه جزئيًا على الأقل على أنه صبي أو رجل (بغض النظر عن الجندر والجنس الذي تم تحديدهم به عند الولادة) وجزئيًا مع جندر الأخر أو بدون جندر آخر (لاجندري). يشعر الأشخاص «أنصاف الهوية الجندرية السلسة» (بالإنجليزية: demiflux)‏ أن الجزء الثابت من هويتهم ليس ثنائيًا.
يمتلك الأشخاص شمولي الجندر (بالإنجليزية: Pangender)‏ (أيضًا متعدد الجندر أو متعدد الجندر) (بالإنجليزية: polygender or omnigender)‏ هويات جندرية متعددة. قد يُعَرف البعض على أنهم جميع الأجناس في نفس الوقت.
غالبًا ما يُعبر الأشخاص سلسو الهوية الجندرية (بالإنجليزية: Genderfluid)‏ عن رغبتهم في أن يظلوا مرنين بشأن هويتهم الجندرية بدلاً من الالتزام بتعريف واحد. وقد يتقلبون بين التعبيرات الجندرية المختلفة على مدى حياتهم، أو يعبرون عن جوانب متعددة من علامات الجندر المختلفة في نفس الوقت. قد يُعَرِف الأشخاص سلسو الهوية الجندرية على أنهم ثنائيو الجندر أو ثلاثيو الجندر أو جامعو الجندر.
يشير مصطلح الشخص «العابر المؤنث» (بالإنجليزية: Transfeminine)‏ إلى أي شخص ثنائي أو اللاثنائي تم تحديده كذكر عند الولادة وله هوية أو تعبير جندري أنوثي في الغالب؛ يشير مصطلح الشخص «العابر المذكر» (بالإنجليزية: transmasculine)‏ إلى المصطلح المكافئ للشخص الذي تم تعيينه أنثى عند الولادة وله هوية أو تعبير جندري ذكوري في الغالب.
تم إنشاء المصطلح ثنائي الروح الذي يشير إلى الجنس الثالث أو الأشخاص المختلفين جندريا من الشعوب الأصلية في أمريكا الشمالية في اجتماع للمثليين والمثليات ومزدوجي التوجه الجنسي والمتحولين جنسيا في عام 1990 في وينيبيغ، كندا. وذلك «لتمييز وإبعاد الأمريكيين الأصليين/الأمم الأولى عن الشعوب غير الأصلية».
يعتبر «زينو جندريا» (بالإنجليزية: Xenogender)‏ مصطلحا شاملا للهويات الجندرية الموصوفة بمصطلحات خارج الفهم البشري القياسي للجندر. عادة ما يتم تعريف هذه الهويات الجندرية بشكل مجازي فيما يتعلق بالحيوانات أو النباتات أو الأشياء أو الخصائص الحسية بدلاً من الذكر أو الأنثى.

## تاريخ
حدد الصديق العالمي العام (بالإنجليزية: Public Universal Friend)‏ في عام 1776 على أنه مبشر لا جنس له، وتجنب كل من اسم الميلاد والضمائر الجندرية، ويعتبر مثالا مبكرا على شخص أمريكي يعرف نفسه علنًا على أنه ليس ثنائي الجندر.
تم سجن «ينس أندرسون من النرويج» (بالإنجليزية: Jens Andersson of Norway)‏ الذي تم تحديده أنثى عند الولادة ولكن عرف نفسه على أنه ذكر، وتم تقديمه للمحاكمة عام 1781 وذلك بعد زواجه من آن كريستين مورتنسدوتر في كنيسة لوثرية. عندما سئل عن جنسه، كان الرد «إنه يعتقد أنه ينتمي إلى كليهما» (بالنرويجية: "Hand troer at kunde henhøre til begge Deele‏).
بدأ «مشروع الاعتراف بثنائي الجنس وكويري الهوية الجندرية» (بالإنجليزية: Intersex & Genderqueer Recognition Project)‏ في عام 2012 بالدعوة لتوسيع خيارات الجندر في الوثائق الرسمية. أصبحت إليسا راي شوبي في عام 2016 أول شخص لديه جندر اللاثنائي في الوثائق الرسمية في الولايات المتحدة.
أعلن المشرّع الكندي إستيفان كورتيس فارغاس عن كونه عضوًا اللاثنائي في جمعية ألبرتا التشريعية في عام 2015، وذلك خلال نقاش حول إدراج حقوق المتحولين جنسيًا في قانون حقوق الإنسان الإقليمي.

## الضمائر والألقاب

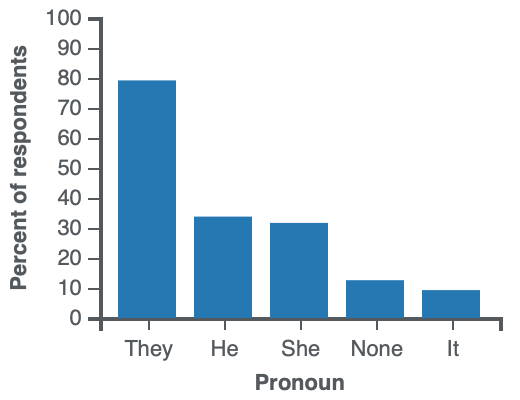
مجموعات الضمائر الخمسة الأكثر شيوعًا التي يستخدمها الأشخاص اللاثنائيي الجندر كانت هم، هو، هي، لا شيء/الضمائر المتجنبة، وإت

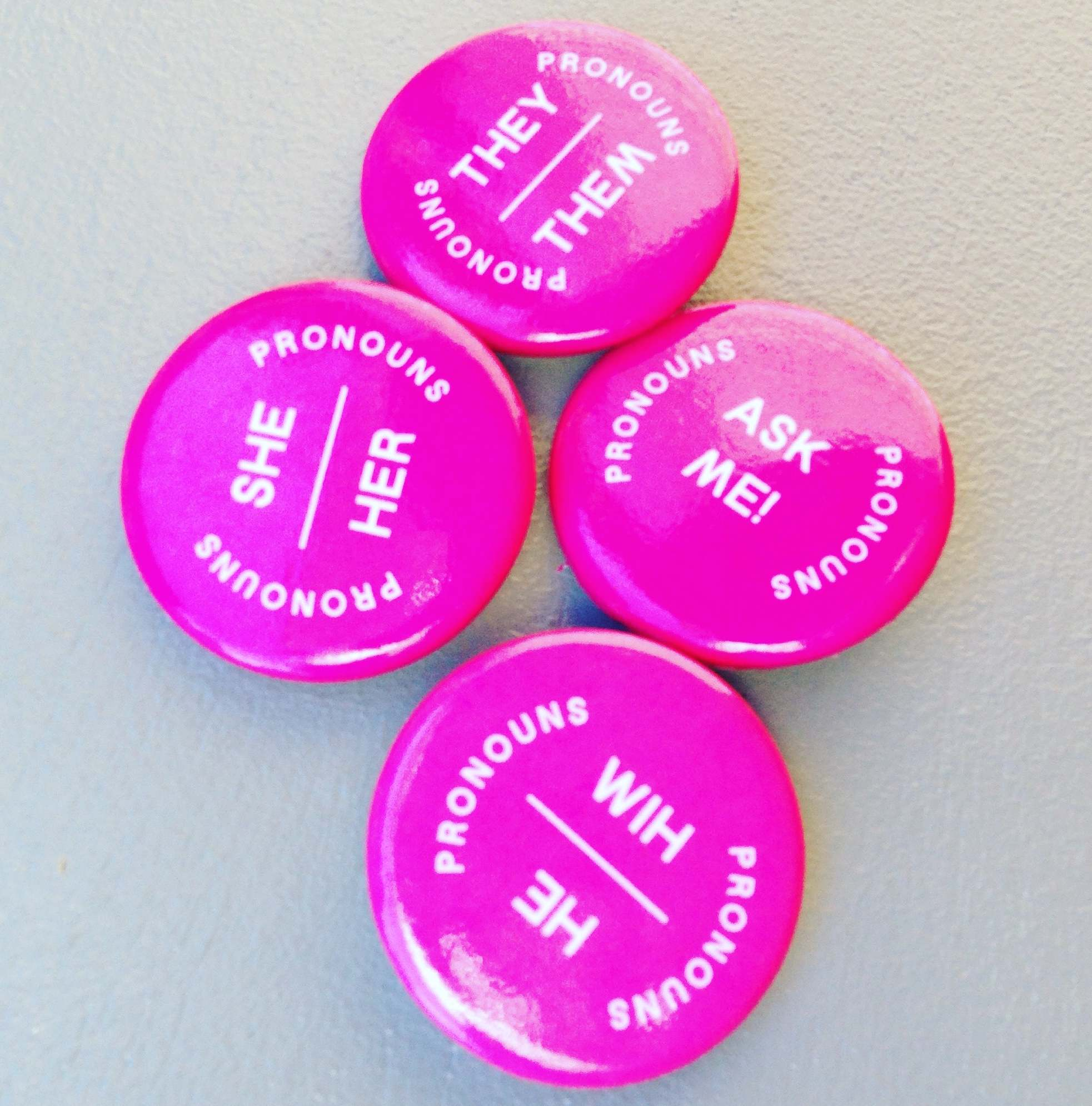
شارات دبوس الضمير من مهرجان الفن والتكنولوجيا لعام 2016

يستخدم بعض الأشخاص اللاثنائيي الجندر أو كويري الهوية الجندرية ضمائر محايدة جندريا. يعد استخدام المفرد «هم» و«هم» و«هم» بصيغة المفرد (بالإنجليزية: they, their, them)‏ الأكثر شيوعًا في اللغة الإنجليزية؛ كما تُستخدم الضمائر غير القياسية - والتي يشار إليها عادةً باسم الضمائر الجديدة (بالإنجليزية: neopronouns)‏ - مثل «زي» (بالإنجليزية: «xe, ze, sie»)‏ و«كو» (بالإنجليزية: «co»)‏ و«إي» {{إنجليزية|«ey» أيضًا. يستخدم البعض الآخر ضمائر تقليدية خاصة بالجنس «هو» أو «هي»، أو يستخدمون «هو» و «هي» بالتناوب، أو يستخدمون اسمهم فقط ولا يستخدموا الضمائر على الإطلاق. يستخدم الكثيرون لغة محايدة إضافية، مثل اللقب التشريفي«ميكس» (بالإنجليزية: Mx)‏.

## الاعتراف القانوني
يستخدم العديد من الأشخاص ذوي الجندر غير الثنائي/كويري الهوية الجندرية الذي أُعطي لهم عند الولادة لإجراء الأعمال اليومية، حيث أن العديد من المؤسسات وأشكال تحديد الهوية - مثل جوازات السفر ورخص القيادة - تقبل فقط - بمعنى الاعتراف المسجل - الهويات الجندرية الثنائية. ومع ذلك، فإن هذا يتغير ببطء مع تزايد قبول الهويات الجندرية غير الثنائية وزيادة الاعتراف المجتمعي الأوسع، حيث يعترف عدد أكبر من الحكومات والمؤسسات بالهويات الجندرية غير الثنائية ويسمح بها.
تعترف العديد من البلدان قانونًا بالتصنيفات الجندرية غير الثنائية أو تصنيفات الجندر الثالث. اعترفت بعض المجتمعات غير الغربية منذ فترة طويلة بالمتحولين جنسيًا كجندر ثالث، على الرغم من أن هذا قد لا يتضمن اعترافًا قانونيًا رسميًا (أو ربما تضمن ذلك مؤخرًا فقط). قد تكون أستراليا أول دولة في المجتمعات الغربية تعترف قانونيا بتصنيف الجندر خارج «ذكر» و«أنثى» في الوثائق القانونية، وذلك بعد الاعتراف بوضع أليكس ماكفارلين كثنائي الجنس في عام 2003. القانون الأوسع نطاقًا الاعتراف بالأشخاص ذوي الجندر غير الثنائي - بعد الاعتراف بالأشخاص ثنائيي الجنس في عام 2003 - في القانون الأسترالي المتبع بين عامي 2010 و 2014، مع اتخاذ إجراءات قانونية ضد سجل المواليد والوفيات والزيجات في حكومة نيوساوث ويلز من قبل الناشطة المتحولة جنسياً نوري ماي ويلبي للاعتراف بهوية نوري الجنسية القانونية على أنها «غير محددة». اعترفت المحكمة العليا الهندية رسميًا بالمتحولين جنسيًا والأشخاص اللاثنائيي الجندر كجندر ثالث متميز في عام 2014، بعد إجراء قانوني اتخذته الناشطة المتحولة جنسيًا لاكشمي نارايان تريباثي. أدرجت الأرجنتين في يوليو 2021 الجندر غير الثنائي في بطاقة الهوية الأرجنتينية، لتصبح أول دولة في أمريكا الجنوبية تعترف قانونًا بالجندر غير الثنائي في جميع الوثائق الرسمية؛ لدى الأشخاص اللاثنائيي الجندر في الدولة خيار تجديد هويتهم بالحرف «X» ضمن خانة الجندر.
لا تعترف الولايات المتحدة بنوع الجنس غير الثنائي على المستوى الفيدرالي، ولكن أصبحت ولاية أوريغون في عام 2016 أول ولاية تعترف بالهوية الجندرية غير الثنائية. بعد ولاية أوريغون، أصدرت ولاية كاليفورنيا في عام 2017 قانونًا يسمح للمواطنين بالتعريف عن أنفسهم على أنهم «اللاثنائيي الجندر» في الوثائق الرسمية. في عام 2022، أقرت أكثر من 20 ولاية أمريكية قوانين تسمح بتحديد الجندر «غير الثنائي» أو «X» على وثائق تعريف معينة. إحدى الحجج الرئيسية ضد إدراج مُعرّف جندر ثالث في الولايات المتحدة هو أنه سيجعل إنفاذ القانون والمراقبة أكثر صعوبة، لكن الدول التي اعترفت رسميًا بعلامة الجندر الثالث لم تبلغ عن هذه المشكلات. لا توجد في الولايات المتحدة قوانين صريحة لحماية الأشخاص اللاثنائيي الجندر من التمييز. ومع ذلك، بموجب الباب السابع من قانون الحقوق المدنية لعام 1964، فإنه من غير القانوني لصاحب العمل أن يطلب من الموظفين الالتزام بالقوالب النمطية الجندرية، أو طردهم من العمل لمجرد كونهم متحولين جنسياً.

## التمييز
جرَّمت بلدان مختلفة عبر التاريخ الهويات الجندرية غير الثنائية والمتحولين جنسيًا.
اختار غالبية المستجيبين للاستطلاع الوطني للتمييز بين المتحولين جنسياً في الولايات المتحدة «جندر غير مدرج هنا». كان المجيبون «غير المدرجين هنا» أكثر احتمالا ب9% (33%) للإبلاغ عن ترك الرعاية الصحية بسبب الخوف من التمييز مقارنة بالعينة العامة (36% مقابل 27%). أفاد 90% بأنهم واجهوا تحيزًا ضدهم كمتحولين جنسيا في العمل، وأفاد 43% بأنهم حاولوا الانتحار.
تتضمن غالبية حالات التمييز المبلغ عنها والتي يواجهها الأشخاص اللاثنائيي الجندر تجاهلا وجحودا وتفاعلا متعجرفا وعدم احترام في كثير من الأحيان. يُنظر غالبا إلى الأشخاص ذوي الجندر غير الثنائي على أنهم ممن يتّبعون الرائج، وبالتالي يُنظر لهم كمنافقين أو ممن يسترعون الاهتمام. يعتبر المحق أو المحو (بالإنجليزية: erasure)‏ - كتراكم - في الغالب شكلًا كبيرًا من أشكال التمييز التي يواجهها الأفراد اللاثنائيي الجندر.
تعتبر الجندرة المغلوطة مشكلة يواجهها العديد من الأفراد، سواء كانت مقصودة أو غير مقصودة. يعتبر رهاب التحول الجنسي أمرا محرضا، في حالات الجندرة المغلوطة المتعمدة. تستخدم ضمائر «هم/لهم» (بالإنجليزية: they/them)‏ على نطاق أكبر وجدلي لموضوع المساحات الآمنة والصوابية السياسية، ما يسبب رد فعل وجندرة مغلوطة متعمدة من قبل بعض الأفراد.

## الرموز والاحتفالات
تم استخدام العديد من الأعلام في المجتمعات غير الثنائية والمتخصصة في الجنس لتمثيل الهويات المختلفة. هناك أعلام فخر مميزة للهويات اللاثنائية وويري الهوية الجندرية. تم تصميم علم فخر كويري الهوية الجندرية في عام 2011 من قبل مارلين روكسي. يمثل الخزامى الجنس الأنثوي أو الغرابة، ويمثل الأبيض الهوية اللاجندرية، ويمثل اللون الأخضر أولئك الذين يُحَدٍدون هوياتهم خارج الثنائية الجنسية. تم إنشاء علم الفخر للجندر غير الثنائي في عام 2014 بواسطة «كاي روان». يمثل اللون الأصفر الأشخاص الذين يوجد جنسهم خارج الثنائية الجندرية، بينما يمثل اللون الأرجواني أولئك الذين يكون جنسهم مزيجًا من - أو بين - ذكر وأنثى، ويمثل الأسود الأشخاص الذين ليس لديهم جندر، ويمثل الأبيض أولئك الذين يتبنون العديد من الأجناس أو جميعها.
لدى الأشخاص سلسي الهوية الجندرية الذين يقعون أيضًا تحت مظلة كويري الهوية الجندرية علمهم الخاص أيضًا. يمثل اللون الوردي الأنوثة، ويمثل اللون الأبيض الاجندرية، ويمثل اللون الأرجواني اختلاط الأجناس أو الزنمردة، ويمثل الأسود جميع الأجناس الأخرى، ويمثل اللون الأزرق الذكورة.
لدى الأشخاص الاجندريين الذين يُعرّفون أنفسهم أحيانًا على أنهم كويري الهوية الجندرية علمهم الخاص. يستخدم هذا العلم خطوطًا سوداء وبيضاء لتمثيل غياب الجنس، وخطا أخضر لتمثيل الأجناس غير الثنائية.
يتم الاحتفال باليوم الدولي للأشخاص اللاثنائيي الجندر في 14 يوليو.
- علم فخر المتحولين جنسيا حيث يمثل اللون الأبيض الأشخاص غير ثنائيي الجندر[99][100]
- علم فخر الأشخاص الاجندريين
- علم فخر الأشخاص ثنائيي الجندر
- علم فخر الأشخاص سلسي الهوية الجندرية
- علم فخر الأشخاص كويري الهوية الجندرية
- علم فخر الأشخاص غير ثنائيي الجندر
- رمز الأشخاص غير ثنائيي الجندر يمثل المرأة رأسا على عقب مع x عوض الصليب

## التركيبة السكانية

### الولايات المتحدة
يقدر عدد البالغين الأمريكيين الذين تتراوح أعمارهم بين 18 و 60 عامًا ب1.2 مليون شخص اللاثنائيي الجندر وفقًا لدراسة أجراها معهد ويليامز عام 2021، ويشكلون 11% من السكان من مجتمع المثليين في تلك الفئة العمرية في الولايات المتحدة. وجدت دراسة استقصائية أجراها مشروع تريفور في عام 2020 أن 26% من شباب مجتمع المثليين (الذين تتراوح أعمارهم بين 13 و 24 عامًا) في الولايات المتحدة يعتبرون أنفسهم اللاثنائيي الجندر.
حدد 35% من حوالي 28,000 من المتحولين جنسيًا في استطلاع مجهول عبر الإنترنت أنفسهم على أنهم اللاثنائيي الجندر، وذلك وفقًا لتقرير مسح المتحولين جنسيًا في الولايات المتحدة لعام 2015.

### كندا
أصدرت هيئة الإحصاء الكندية نتائج من تعداد كندا 2021 في أبريل 2022 مما جعل كندا أول دولة تطرح سؤالاً جوهريًا حول الهوية الجندرية، ووجدت أن 41,355 كنديًا حددوا أنفسهم على أنهم أشخاص اللاثنائيي الجندر.
أظهر استطلاع أجري في عام 2019 عن مجتمع ثنائي الروح ومجتمع المثليين في هاميلتون، أونتاريو، والذي يُدعى «تخطيط الفراغ: تجارب ثنائيو الجنس ومجتمع المثليون في هاميلتون» (بالإنجليزية: Mapping the Void: Two-Spirit and LGBTQ+ Experiences in Hamilton)‏، أن 19% من 906 مشاركين حددوا أنفسهم على أنهم أشخاص اللاثنائيي الجندر.
وجد استطلاع عام 2017 لأشخاص كنديين من مجتمع المثليين يسمى «استطلاع حقائق حياة المثليين» (بالإنجليزية: LGBT+ Realities Survey)‏ أن 4% من 1897 شخصًا حددوا أنفسهم على أنهم أشخاص متحولون جنسيا اللاثنائيي الجندر و 1% حددوا أنفسهم على أنهم أشخاص اللاثنائيي الجندر خارج مظلة المتحولين جنسياً.

### المملكة المتحدة
وجدت دراسة استقصائية أجرتها لجنة المساواة وحقوق الإنسان في المملكة المتحدة في عام 2011 أن 0.4% من 10,039 مستجيبًا حددوا أنفسهم على أنهم اللاثنائيي الجندر. لا يُسْمح بالاستدلال على نسبة الأشخاص اللاثنائيي الجندر من إجمالي السكان، نظرًا لأن عينة الدراسة لم تكن بالضرورة ممثلة. كان الغرض من الاستطلاع هو اختبار ما إذا كان المستجيبون على استعداد للإجابة على الأسئلة المتعلقة بوضعهم كمتحولين جنسياً.

### سويسرا
وجدت دراسة استقصائية أجريت عام 2021 أن 0.4% من البالغين في سويسرا يحددون أنفسهم بأنهم اللاثنائيي الجندر. تم ترجيح المسح الذي شمل 2,690 مقيمًا سويسريًا ليعكس جميع السكان.

### البرازيل
وجد استطلاع عام 2021 المنشور في مجلة التقارير العلمية أن 1.19% من البالغين البرازيليين اللاثنائيي الجندر.

## قراءات متعمقة
- Barker, Meg-John  [لغات أخرى]‏؛ Scheele, Julia. (2016). Queer: A Graphic History. London: Icon Books. (ردمك 978-1-78578-071-4). 939427299.
- Bernstein Sycamore، Mattilda، المحرر (2006). Nobody Passes: Rejecting the Rules of Gender and Conformity. إميريفيلي: بيزيك بوكس  [لغات أخرى]‏. ISBN:978-1-58005-184-2. OCLC:50389309. مؤرشف من الأصل في 2022-06-18.{{استشهاد بكتاب}}:  صيانة الاستشهاد: علامات ترقيم زائدة (link)
- Bornstein، Kate؛ Bergman، S. Bear، المحررون (2010). Gender Outlaws: The Next Generation (ط. Reprint). Berkeley: بيزيك بوكس  [لغات أخرى]‏. ISBN:978-1-58005-308-2. OCLC:837948378. مؤرشف من الأصل في 2022-06-13.{{استشهاد بكتاب}}:  صيانة الاستشهاد: علامات ترقيم زائدة (link)
- Fine، Cordelia (2011). Delusions of Gender: How Our Minds, Society, and Neurosexism Create Difference (ط. Reprint). New York: دار دبيلو دبليو نورتون وشركاؤه  [لغات أخرى]‏. ISBN:978-0-393-34024-2. OCLC:449865367.{{استشهاد بكتاب}}:  صيانة الاستشهاد: علامات ترقيم زائدة (link)
- Fineman، Martha Albertson (2013). "Feminism, masculinities, and multiple identities". Nevada Law Journal. ج. 13 ع. 2: 16. مؤرشف من الأصل في 2017-12-11. اطلع عليه بتاريخ 2017-12-11.
- Hines، Melissa (2005). Brain Gender. دار نشر جامعة أكسفورد. ISBN:978-0-19-518836-3. OCLC:846105995.
- Nestle، Joan؛ Howell، Clare؛ Wilchins، Riki Anne، المحررون (2002). GenderQueer: Voices from Beyond the Sexual Binary. Los Angeles: Alyson Books. ISBN:978-1-55583-730-3. OCLC:50389309. مؤرشف من الأصل في 2022-05-21.
- Peterson، Tim Trace؛ Tolbert، T. C.، المحررون (2013). Troubling the Line: Trans and Genderqueer Poetry and Poetics. كاليكون: Nightboat Books. ISBN:978-1-937658-10-6. OCLC:839307399.
- Richards, C., Bouman, W. P., & Barker, M.-J. (2017). Genderqueer and non-binary genders. London: Palgrave Macmillan. (ردمك 978-1-137-51052-5). 1021393997.
- Scout, Ph.D. (23 يوليو 2013). "(A) Male, (B) Female, (C) Both, (D) Neither". هافينغتون بوست. AOL. مؤرشف من الأصل في 2013-07-27. اطلع عليه بتاريخ 2013-08-02.
- Stryker، Susan؛ Whittle، Stephen، المحررون (2006). The Transgender Studies Reader. New York]: روتليدج. ISBN:978-1-58005-184-2. OCLC:50389309. مؤرشف من الأصل في 2022-06-18.